# PGA

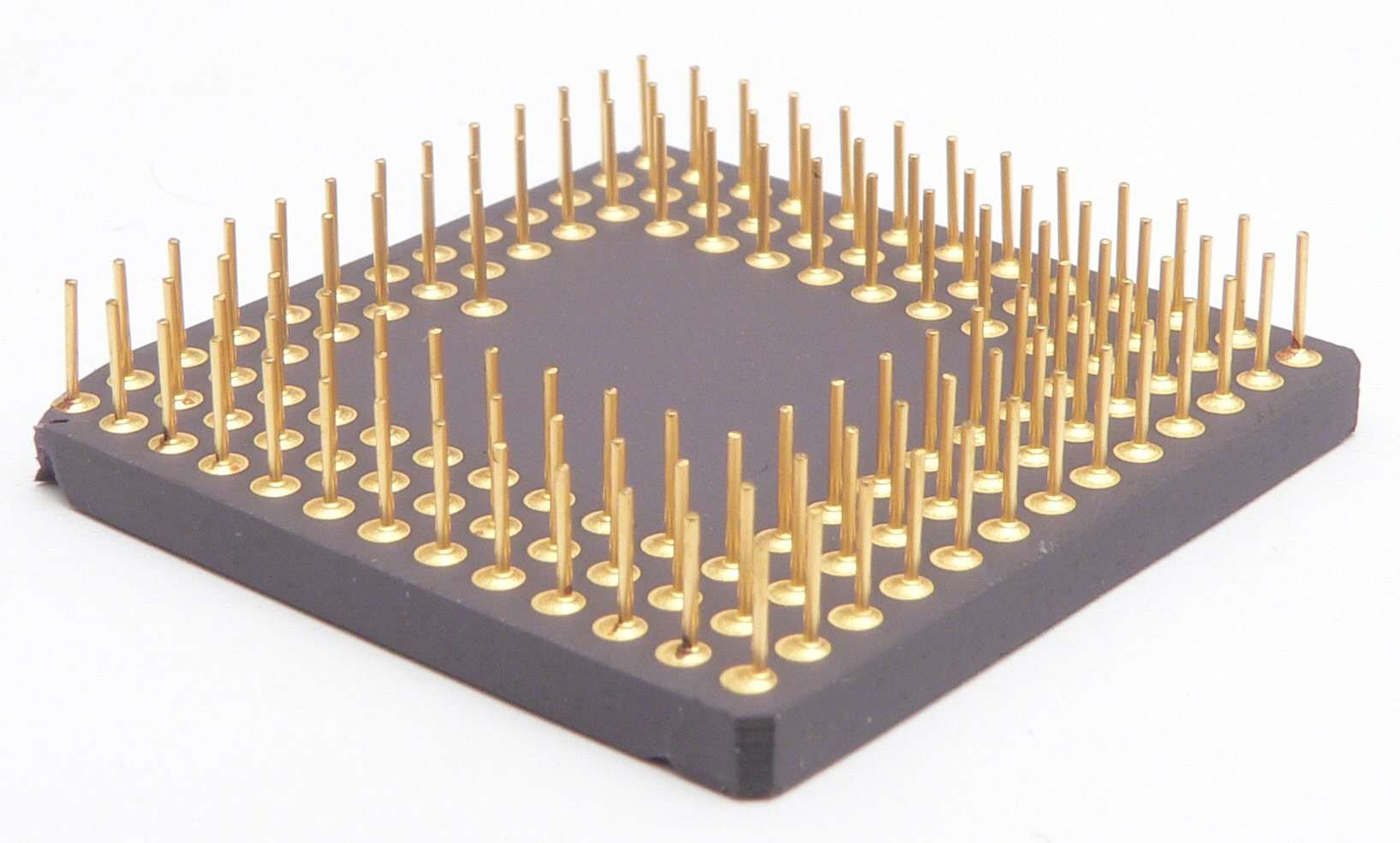
Корпус PGA (Pin grid array)

PGA (англ. pin grid array) — тип корпусів інтегральних схем (а також методів їх монтажу і відповідних панельок) квадратної або прямокутної форми із виводами у вигляді регулярної матриці штирів, що розміщені на нижній стороні чипу перпендикулярно площині його корпусу. Штирі зазвичай розташовані з шагом 2.54 мм (0.1") або менше один від одного і можуть покривати всю або частину нижньої поверхні мікросхеми.
PGA встановлюються на друкованих платах з використанням методу монтажу через отвір або вставляються в сокети. PGA почали використовувати у зв'язку із збільшенням ступеня інтеграції інтегральних схем, адже вони дозволяють мати більшу густину електричних контактів на одиницю площі друкованої плати, ніж старі типи, такі як DIP.

## Різновиди
- CPGA (англ. ceramic pin grid array) — керамічний корпус мікросхеми
- PPGA (англ. plastic pin grid array) — пластиковий корпус мікросхеми
- FCPGA, або FC-PGA (англ. flip chip pin grid array) —
- OPGA (англ. organic pin grid array) — корпус мікросхеми являє собою друковану плату з органічного пластику із нанесеним на неї кристалом
- SPGA (англ. staggered pin grid array) — виводи мікросхеми розташовані за шахматним порядком